# Championnat du Paraguay de football 2002
Navigation
Saison précédente Saison suivante
La saison 2002 du Championnat du Paraguay de football est la quatre-vingt-douzième édition de la Primera División, le championnat de première division au Paraguay. Les dix meilleurs clubs du pays disputent la compétition, qui se déroule en trois phases :
- un tournoi Ouverture joué sous forme de poule unique où les équipes s’affrontent une fois. Les huit premiers se qualifient pour la phase finale, disputée en match à élimination directe.
- un tournoi Clôture joué sous forme de poule unique où les équipes s’affrontent deux fois.
- les vainqueurs des tournois saisonniers se rencontrent lors de la finale nationale pour le titre.

C'est le Club Libertad qui est sacré champion cette saison après avoir remporté le tournoi Ouverture puis battu 12 de Octubre FC en finale nationale. C'est le neuvième titre de champion du Paraguay de l’histoire du club.

## Les clubs participants
| - Club Guaraní - Cerro Porteño - Deportivo Recoleta - Promu de División Intermedia - Club Olimpia - Club Sol de América | - Club Sportivo Luqueño - Club Libertad - Club Sport Colombia - Promu de División Intermedia - Club Sportivo San Lorenzo - 12 de Octubre FC |

## Compétition
Le barème utilisé pour établir l’ensemble des classements est le suivant :
- Victoire : 3 points
- Match nul : 1 point
- Défaite : 0 point

### Tournoi Ouverture

#### Première phase
| Rang | Équipe                    | Pts | J | G | N | P | Bp | Bc | Diff |
| ---- | ------------------------- | --- | - | - | - | - | -- | -- | ---- |
| 1    | Club Sportivo Luqueño     | 22  | 9 | 7 | 1 | 1 | 15 | 7  | +8   |
| 2    | 12 de Octubre FC          | 19  | 9 | 6 | 1 | 2 | 9  | 4  | +5   |
| 3    | Club Libertad             | 18  | 9 | 6 | 0 | 3 | 19 | 13 | +6   |
| 4    | Cerro PorteñoT            | 15  | 9 | 5 | 0 | 4 | 17 | 15 | +2   |
| 5    | Club Sport ColombiaP      | 14  | 9 | 4 | 2 | 3 | 23 | 13 | +10  |
| 6    | Club Sol de América       | 13  | 9 | 4 | 1 | 4 | 13 | 13 | 0    |
| 7    | Club Olimpia              | 11  | 9 | 3 | 2 | 4 | 13 | 15 | -2   |
| 8    | Club Guaraní              | 9   | 9 | 3 | 0 | 6 | 14 | 19 | -5   |
| 9    | Club Sportivo San Lorenzo | 4   | 9 | 0 | 4 | 5 | 7  | 14 | -7   |
| 10   | Deportivo RecoletaP       | 3   | 9 | 0 | 3 | 6 | 8  | 25 | -17  |

|  | Qualification pour la phase finale du tournoi        |
|  | T : Tenant du titre P : Promu de División Intermedia |

#### Phase finale
|  | Quarts de finale      | Quarts de finale      | Quarts de finale | Quarts de finale |                   |                   | Demi-finales | Demi-finales | Demi-finales | Demi-finales |  |  | Finale | Finale | Finale | Finale |
|  |                       |                       |                  |                  |                   |                   |              |              |              |              |  |  |        |        |        |        |
|  |                       |                       |                  |                  |                   |                   |              |              |              |              |  |  |        |        |        |        |
|  |                       |                       |                  |                  |                   |                   |              |              |              |              |  |  |        |        |        |        |
|  | Club Sport Colombia   | Club Sport Colombia   | 0                | 1                |                   |                   |              |              |              |              |  |  |        |        |        |        |
|  | Club Sport Colombia   | Club Sport Colombia   | 0                | 1                |                   |                   |              |              |              |              |  |  |        |        |        |        |
|  | Cerro Porteño         | Cerro Porteño         | 2                | 1                |                   |                   |              |              |              |              |  |  |        |        |        |        |
|  | Cerro Porteño         | Cerro Porteño         | 2                | 1                | Cerro Porteño tab | Cerro Porteño tab | 0            | 0 (5)        |              |              |  |  |        |        |        |        |
|  |                       |                       |                  |                  | Cerro Porteño tab | Cerro Porteño tab | 0            | 0 (5)        |              |              |  |  |        |        |        |        |
|  |                       |                       | Club Olimpia     | Club Olimpia     | 0                 | 0                 |              |              |              |              |  |  |        |        |        |        |
|  | Club Olimpia          | Club Olimpia          | Club Olimpia     | Club Olimpia     | 0                 | 0                 | 3            | 1            |              |              |  |  |        |        |        |        |
|  | Club Olimpia          | Club Olimpia          |                  |                  |                   |                   |              | 1            |              |              |  |  |        |        |        |        |
|  | 12 de Octubre FC      | 12 de Octubre FC      | 1                | 1                |                   |                   |              |              |              |              |  |  |        |        |        |        |
|  | 12 de Octubre FC      | 12 de Octubre FC      | 1                | 1                | Cerro Porteño     | Cerro Porteño     | 0            | 1            |              |              |  |  |        |        |        |        |
|  |                       |                       |                  |                  | Cerro Porteño     | Cerro Porteño     | 0            | 1            |              |              |  |  |        |        |        |        |
|  |                       |                       | Club Libertad    | Club Libertad    | 3                 | 0                 |              |              |              |              |  |  |        |        |        |        |
|  | Club Guaraní          | Club Guaraní          | Club Libertad    | Club Libertad    | 3                 | 0                 | 2            | 2            |              |              |  |  |        |        |        |        |
|  | Club Guaraní          | Club Guaraní          |                  |                  |                   |                   |              |              |              |              |  |  |        |        |        |        |
|  | Club Sportivo Luqueño | Club Sportivo Luqueño | 1                | 0                |                   |                   |              |              |              |              |  |  |        |        |        |        |
|  | Club Sportivo Luqueño | Club Sportivo Luqueño | 1                | 0                | Club Guaraní      | Club Guaraní      | 1            | 1            |              |              |  |  |        |        |        |        |
|  |                       |                       |                  |                  | Club Guaraní      | Club Guaraní      | 1            | 1            |              |              |  |  |        |        |        |        |
|  |                       |                       | Club Libertad    | Club Libertad    | 1                 | 4                 |              |              |              |              |  |  |        |        |        |        |
|  | Club Sol de América   | Club Sol de América   | Club Libertad    | Club Libertad    | 1                 | 4                 | 3            | 1            |              |              |  |  |        |        |        |        |
|  | Club Sol de América   | Club Sol de América   |                  |                  |                   |                   |              | 1            |              |              |  |  |        |        |        |        |
|  | Club Libertad         | Club Libertad         | 1                | 5                |                   |                   |              |              |              |              |  |  |        |        |        |        |
|  | Club Libertad         | Club Libertad         | 1                | 5                |                   |                   |              |              |              |              |  |  |        |        |        |        |
|  |                       |                       |                  |                  |                   |                   |              |              |              |              |  |  |        |        |        |        |

- Les deux clubs finalistes obtiennent également leur billet pour la Copa Sudamericana 2002.

### Tournoi Clôture
| Rang | Équipe                    | Pts | J  | G  | N | P  | Bp | Bc | Diff |
| ---- | ------------------------- | --- | -- | -- | - | -- | -- | -- | ---- |
| 1    | 12 de Octubre FC          | 32  | 18 | 10 | 2 | 6  | 30 | 24 | +6   |
| 2    | Club Libertad             | 31  | 18 | 9  | 4 | 5  | 33 | 22 | +11  |
| 3    | Club Olimpia              | 30  | 18 | 8  | 6 | 4  | 33 | 25 | +8   |
| 4    | Club Sportivo Luqueño     | 27  | 18 | 7  | 6 | 5  | 19 | 17 | +2   |
| 5    | Club Guaraní              | 26  | 18 | 7  | 5 | 6  | 29 | 26 | +3   |
| 6    | Club Sport ColombiaP      | 26  | 18 | 8  | 2 | 8  | 23 | 27 | -4   |
| 7    | Cerro PorteñoT            | 21  | 18 | 5  | 6 | 7  | 20 | 19 | +1   |
| 8    | Deportivo RecoletaP       | 21  | 18 | 5  | 6 | 7  | 17 | 22 | -5   |
| 9    | Club Sol de América       | 17  | 18 | 4  | 5 | 9  | 15 | 23 | -8   |
| 10   | Club Sportivo San Lorenzo | 17  | 18 | 5  | 2 | 11 | 15 | 29 | -14  |

|  | Qualification pour la Copa Libertadores 2003         |
|  | T : Tenant du titre P : Promu de División Intermedia |

### Finale nationale
| Équipe 1         | Résultat | Équipe 2      | Aller | Retour |
| ---------------- | -------- | ------------- | ----- | ------ |
| 12 de Octubre FC | 2 - 6    | Club Libertad | 1 - 2 | 1 - 4  |

### Classement cumulé
Le classement cumulé des premières phases des tournois détermine les quatre clubs qualifiés pour la Liguilla pré-Libertadores. Pour la relégation (directe ou le barrage), ce sont les points accumulés lors des trois dernières saisons qui sont utilisés comme critères de classement.
| Rang | Équipe                    | Pts | J  | G  | N | P  | Bp | Bc | Diff |
| ---- | ------------------------- | --- | -- | -- | - | -- | -- | -- | ---- |
| 1    | 12 de Octubre FCClo       | 51  | 27 | 16 | 3 | 8  | 39 | 28 | +11  |
| 2    | Club LibertadOuv          | 49  | 27 | 15 | 4 | 8  | 52 | 35 | +17  |
| 3    | Club Sportivo Luqueño     | 49  | 27 | 14 | 7 | 6  | 34 | 24 | +10  |
| 4    | Club OlimpiaCL            | 41  | 27 | 11 | 8 | 8  | 46 | 40 | +6   |
| 5    | Club Sport ColombiaP      | 40  | 27 | 12 | 4 | 11 | 46 | 40 | +6   |
| 6    | Cerro PorteñoT            | 36  | 27 | 10 | 6 | 11 | 37 | 34 | +3   |
| 7    | Club Guaraní              | 35  | 27 | 10 | 5 | 12 | 43 | 45 | -2   |
| 8    | Club Sol de América       | 30  | 27 | 8  | 6 | 13 | 28 | 36 | -8   |
| 9    | Deportivo RecoletaP       | 24  | 27 | 5  | 9 | 13 | 25 | 47 | -22  |
| 10   | Club Sportivo San Lorenzo | 21  | 27 | 5  | 6 | 16 | 22 | 43 | -21  |

|  | Qualification pour la Copa Libertadores 2003 |
|  | Qualification pour la Liguilla pré-Libertadores |
|  | Participation au barrage de promotion-relégation |
|  | Relégation directe en División Intermedia |
|  | CL : Vainqueur de la Copa Libertadores 2002 T : Tenant du titre Ouv : Vainqueur du tournoi Ouverture Clo : Vainqueur du tournoi Clôture P : Promu de División Intermedia |

### Liguilla pré-Libertadores
Les quatre équipes qualifiées s’affrontent pour déterminer le dernier représentant du Paraguay en Copa Libertadores.
| Rang | Équipe                | Pts | J | G | N | P | Bp | Bc | Diff |
| ---- | --------------------- | --- | - | - | - | - | -- | -- | ---- |
| 1    | Cerro Porteño         | 7   | 3 | 2 | 1 | 0 | 9  | 4  | +5   |
| 2    | Club Guaraní          | 6   | 3 | 2 | 0 | 1 | 5  | 4  | +1   |
| 3    | Club Sport Colombia   | 2   | 3 | 0 | 2 | 1 | 5  | 6  | -1   |
| 4    | Club Sportivo Luqueño | 1   | 3 | 0 | 1 | 2 | 4  | 9  | -5   |

### Barrage de promotion-relégation
| Équipe 1                  | Résultat | Équipe 2              | Aller | Retour |
| ------------------------- | -------- | --------------------- | ----- | ------ |
| Club Sportivo San Lorenzo | 4 - 3    | Club Presidente Hayes | 2 - 2 | 2 - 1  |

- Les deux formations se maintiennent dans leur championnat respectif.

## Bilan de la saison
| Championnat du Paraguay de football 2002 |                                |
| Champion                                 | Club Libertad (9e titre)       |
| Qualifications continentales             |                                |
| Copa Libertadores 2003                   | Club Olimpia (tenant du titre) |
| Copa Libertadores 2003                   | Club Libertad                  |
| Copa Libertadores 2003                   | 12 de Octubre FC               |
| Copa Libertadores 2003                   | Cerro Porteño                  |
| Copa Sudamericana 2002                   | Club Libertad                  |
| Copa Sudamericana 2002                   | Cerro Porteño                  |
| Promotions et relégations                |                                |
| Promus en Primera División               | Tacuary FC                     |
| Relégués en División Intermedia          | Deportivo Recoleta             |